# Meloe centripubens
Meloe centripubens là một loài bọ cánh cứng trong họ Meloidae. Loài này được Reitter miêu tả khoa học năm 1897.